# Gary Fanelli
Gary M. Fanelli (* 24. října 1950 Filadelfie, USA) je bývalý atlet, běžec, reprezentant Americké Samoy. V roce 1988 na hrách v Soulu obsadil 51. místo v maratonském běhu v čase 2:25:31.